# Aclytia leucania
Aclytia leucania är en fjärilsart som beskrevs av William Schaus 1889. Aclytia leucania ingår i släktet Aclytia och familjen björnspinnare. Inga underarter finns listade i Catalogue of Life.